# Centaurea ghahremanii
Centaurea ghahremanii là một loài thực vật có hoa trong họ Cúc. Loài này được Wagenitz & Esfand. mô tả khoa học đầu tiên năm 1983.